# 2021 في اليمن
أحداث عام 2021 في اليمن.

## شاغلو الوظائف
- الرئيس: عبد ربه منصور هادي
- نائب الرئيس: علي محسن الأحمر
- رئيس مجلس الوزراء: معين عبدالملك سعيد

## الأحداث
مستمرة - جائحة فيروس كورونا في اليمن - الصراع بين الحوثيين والمملكة العربية السعودية (منذ 2015) - الحرب الأهلية اليمنية (منذ 2015)
- 22 فبراير - بدء معركة مأرب.[1]
- 25 فبراير - اعتماد قرار مجلس الأمن الدولي رقم 2564، الداعي إلى فرض عقوبات في اليمن.[2]

## وفايات
- 10 مايو - سامي حسن النعاش مدير كرة قدم (مواليد 1957).[3]
- 13 مايو - محمد أحمد منصور، كاتب وشاعر وكاتب أغاني (مواليد 1930).[4]
- 24 مايو- نجيب قحطان الشعبي سياسي.[5]
- 25 مايو - عبد الوهاب الديلمي سياسي ووزير العدل (مواليد 1938).[6]
- 12 يوليو- القاضي محمد بن إسماعيل العمراني (مواليد 1921).[7]
- 28 سبتمبر- ناصر العولقي سياسي ووزير الزراعة (مواليد 1946).[8]